# Dom mieszkalny profesorów Uniwersytetu Jagiellońskiego (ul. Łokietka)
Dom mieszkalny profesorów Uniwersytetu Jagiellońskiego – zabytkowy budynek znajdujący się w Krakowie, w dzielnicy V przy ul. W. Łokietka 1, na rogu z ul. Friedleina 2, na Krowodrzy.
Zaprojektowany przez Wiktora Miarczyńskiego dla Związku Spółdzielni Jajczarskich „Jajo" biurowiec rozpoczęto budować w 1923 roku.
W roku 1925 niedokończoną budowlę kupił Uniwersytet Jagielloński. Miały w niej powstać mieszkania dla kadry profesorskiej uczelni. Budynek dokończono po niewielkich zmianach projektu dokonanych przez Ludwika Wojtyczkę.
Jest to jedna z kilku kamienic wybudowanych w latach 20. XX wieku w Krakowie dla profesorów Uniwersytetu.

## Źródła
- Praca zbiorowa Zabytki Architektury i budownictwa w Polsce. Kraków, Krajowy Ośrodek Badań i Dokumentacji, Warszawa 2007, ISBN 978-83-922906-8-1
- Michał Wiśniewski Ludwik Wojtyczko. Krakowski architekt i konserwator zabytków pierwszej połowy XIX wieku, Wydawnictwo WAM, Kraków 2003, ISBN 83-7318-241-1